# Highland Group
Highland Group var en svensk motorcykeltillverkare grundad hösten 1996 som Highland Motors. Det var då den enda svenskägda motorcykeltillverkaren sedan både Husqvarna och Husaberg har sålts till utländska köpare. 

## Det ursprungliga företaget
I september 1997 kom Highland motors ut med en prototyp som visades på Milan motorcycle show. Efter ytterligare ett år var de första motorcyklarna klara för försäljning. De var av modellen Outback, en stor offroadmotorcykel på 950 kubik. Starten kunde ha varit bättre för det nya företaget, på grund av ett missförstånd mellan kolvtillverkaren och Highland Motors så blev kolvarna för stora, vilket resulterade i att de första motorcyklarna skar under de första 50 milen. Själva motorn utvecklades av Folan, som Highland sedan köpte rättigheterna till 1998. Den är i grunden baserad på en Husaberg/Vertemati motorkonstruktion. Motorn är på 60 grader, vätskekyld och 4 ventiler per cylinder. Effekten var mellan 70 och 100hkr vid 6000rpm och motorn vägde 45 kg. 
I slutet av 1999 började pengarna ta slut och i februari 2000 begärde Föreningssparbanken företaget i konkurs.

## Det återskapade företaget
Hösten år 2000 återskapades företaget i Skällinge under namnet Nya Sweden Highland Motors AB. Flera modeller togs fram och företaget flyttade till moderna lokaler i Jönköping. Man inledde ett samriskföretag med ett motorcykelföretag i Kina, som tidigare tillverkade endast mopeder och lätta motorcyklar. Highland bidrog med teknik för större motorcyklar - från 350cc och uppåt. Firmanamnet ändrades till Highland Group AB och produktprogrammet breddades med moderna encylindriga motorcyklar, bland annat 450cc.
Under 2009 etablerades US Highland Inc som ett dotterbolag till Highland Group AB i Oklahoma, USA. Uppbyggnaden av denna verksamheten var framgångsrik och US Highland Inc blev moderbolag i Highland-koncernen. US Highland Inc börsnoterades på den så kallade Bulletin Board i USA. Företaget fick en allvarlig knäck när delar av företagsledningen inklusive grundaren Mats Malmberg omkom i en flygolycka i närheten av Tulsa 2010.